# Nagroda Saturn w kategorii najlepszy scenarzysta
Laureaci nagród Saturn w kategorii najlepszy scenarzysta:

## Lata 70
1974/75: Ib Melchior, Harlan Ellison – całokształt
1976: Jimmy Sangster – całokształt
1977:
- George Lucas – Gwiezdne wojny: część IV – Nowa nadzieja
- Steven Spielberg – Bliskie spotkania trzeciego stopnia

nominacje:
- Michael Winner, Jeffrey Konvitz – Bractwo strażników ciemności
- Larry Gelbart – O mój Boże!
- Laird Koenig – Mała dziewczynka, która mieszka na końcu drogi

1978: Elaine May, Warren Beatty – Niebiosa mogą zaczekać

nominacje:
- Alfred Sole, Rosemary Ritvo – Alicjo, słodka Alicjo
- Heywood Gould – Chłopcy z Brazylii
- Anthony Shaffer – Kult
- Cliff Green – Piknik pod Wiszącą Skałą

1979: Nicholas Meyer – Podróż w czasie

nominacje:
- Jeb Rosebrook, Gerry Day – Czarna dziura
- Robert Kaufman – Miłość od pierwszego ukąszenia
- Dan O’Bannon – Obcy – ósmy pasażer Nostromo
- Jerry Juhl, Jack Burns – Wielka wyprawa muppetów

## Lata 80
1980: William Peter Blatty – The Ninth Configuration

nominacje:
- John Sayles – Aligator
- Leigh Brackett, Lawrence Kasdan – Gwiezdne wojny: część V – Imperium kontratakuje
- Sidney Aaron – Odmienne stany świadomości
- Lewis John Carlino – Resurrection

1981: Lawrence Kasdan – Poszukiwacze zaginionej Arki

nominacje:
- John Landis – Amerykański wilkołak w Londynie
- Terry Gilliam, Michael Palin – Bandyci czasu
- Peter Hyams – Odległy ląd
- David Eyre, Michael Wadleigh – Wilkołaki

1982: Melissa Mathison – E.T.

nominacje:
- Terry Hayes, George Miller, Brian Hannant – Mad Max 2
- Albert Pyun, Tom Karnowski, John V. Stuckmeyer – Miecz i czarnoksiężnik
- Jack B. Sowards – Star Trek II: Gniew Khana
- Jay Presson Allen – Śmiertelna pułapka

1983: Ray Bradbury – Coś paskudnego tu nadchodzi

nominacje:
- Bill Condon, Michael Laughlin – Dziwni najeźdźcy
- Lawrence Lasker, Walter F. Parkes – Gry wojenne
- Lawrence Kasdan, George Lucas – Gwiezdne wojny: część VI – Powrót Jedi
- Jeffrey Boam – Martwa strefa

1984: James Cameron, Gale Anne Hurd – Terminator

nominacje:
- Chris Columbus – Gremliny rozrabiają
- Alex Cox – Komornicy
- Willard Huyck, Gloria Katz – Indiana Jones i Świątynia Zagłady
- Earl Mac Rauch – Przygody Buckaroo Banzai. Przez ósmy wymiar

1985: Tom Holland – Postrach nocy

nominacje:
- Tom Benedek – Kokon
- Terry Hayes, George Miller – Mad Max pod Kopułą Gromu
- Chris Columbus – Piramida strachu
- Woody Allen – Purpurowa róża z Kairu

1986: James Cameron – Obcy – decydujące starcie

nominacje:
- Paul Hogan, Ken Shadie, John Cornell – Krokodyl Dundee
- Nick Castle – O chłopcu, który umiał latać
- Howard Ashman – Krwiożercza roślina
- Steve Meerson, Peter Krikes, Harve Bennett, Nicholas Meyer – Star Trek IV: Powrót na Ziemię

1987: Michael Miner, Edward Neumier – RoboCop

nominacje:
- Michael Cristofer – Czarownice z Eastwick
- James Dearden – Fatalne zauroczenie
- Alan Parker – Harry Angel
- William Goldman – Narzeczona dla księcia
- Bob Hunt – Ukryty

1988: Gary Ross, Anne Spielberg – Duży

nominacje:
- Alan B. McElroy – Halloween 4: Powrót Michaela Myersa
- Jeffrey Price, Peter S. Seaman – Kto wrobił królika Rogera?
- Tom Holland, John Lafia, Don Mancini – Laleczka Chucky
- David Cronenberg, Norman Snider – Nierozłączni
- Michael McDowell, Warren Skaaren – Sok z żuka

## Lata 90
1989/90: William Peter Blatty – Egzorcysta III

nominacje:
- Don Jakoby, Wesley Strick – Arachnofobia
- Jeffrey Boam – Indiana Jones i ostatnia krucjata
- Jerry Belson – Na zawsze
- James Cameron – Otchłań
- Ronald Shusett, Dan O’Bannon, Gary Goldman – Pamięć absolutna
- Phil Alden Robinson – Pole marzeń
- Bruce Joel Rubin – Uwierz w ducha

1991: Ted Tally – Milczenie owiec

nominacje:
- Richard LaGravenese – Fisher King
- Charles Gale – Krzesło
- William Goldman – Misery
- James Cameron, William Wisher Jr. – Terminator 2: Dzień sądu
- Albert Brooks – W obronie życia

1992: James V. Hart – Drakula

nominacje:
- Bernard Rose – Candyman
- Joe Eszterhas – Nagi instynkt
- David Giler, Walter Hill, Larry Ferguson – Obcy 3
- Nicholas Meyer, Denny Martin Flinn – Star Trek VI: Nieodkryta kraina
- David Lynch, Robert Engels – Twin Peaks: Ogniu krocz ze mną
- Martin Donovan, David Koepp – Ze śmiercią jej do twarzy

1993: Michael Crichton, David Koepp – Jurassic Park

nominacje:
- Shane Black, David Arnott – Bohater ostatniej akcji
- Harold Ramis, Danny Rubin – Dzień świstaka
- Tim Metcalfe – Kalifornia
- Quentin Tarantino – Prawdziwy romans
- Brent Maddock, S.S. Wilson, Gregory Hansen, Erik Hansen – Serca i dusze
- Tracy Tormé – Uprowadzenie

1994: Jim Harrison, Wesley Strick – Wilk

nominacje:
- Scott Alexander, Larry Karaszewski – Ed Wood
- Eric Roth – Forrest Gump
- Steph Lady, Frank Darabont – Frankenstein
- Frank Darabont – Skazani na Shawshank
- Mark Verheiden – Strażnik czasu

1995: Andrew Kevin Walker – Siedem

nominacje:
- David Webb Peoples, Janet Peoples – 12 małp
- George Miller, Chris Noonan – Babe – świnka z klasą
- James Cameron, Jay Cocks – Dziwne dni
- Quentin Tarantino – Od zmierzchu do świtu
- Joss Whedon, Alec Sokolow, Andrew Stanton, Joel Cohen – Toy Story

1996: Kevin Williamson – Krzyk

nominacje:
- Larry i Andy Wachowski – Brudne pieniądze
- Dean Devlin, Roland Emmerich – Dzień Niepodległości
- Jonathan Gems – Marsjanie atakują!
- Peter Jackson, Fran Walsh – Przerażacze
- Brannon Braga, Ronald D. Moore – Star Trek: Pierwszy kontakt

1997: Mike Werb, Michael Colleary – Bez twarzy

nominacje:
- Jonathan Lemkin, Tony Gilroy – Adwokat diabła
- Ed Solomon – Faceci w czerni
- James V. Hart, Michael Goldenberg – Kontakt
- Guillermo del Toro, Matthew Robbins – Mutant(inne języki)
- Edward Neumeier – Żołnierze kosmosu

1998: Andrew Niccol – Truman Show

nominacje:
- Gary Ross – Miasteczko Pleasantville
- Alex Proyas, Lem Dobbs, David S. Goyer – Mroczne miasto
- Don Mancini – Narzeczona laleczki Chucky
- Joseph Stefano – Psychol
- Brandon Boyce – Uczeń szatana

1999: Charlie Kaufman – Być jak John Malkovich

nominacje:
- Ehren Kruger – Arlington Road
- Andrew Kevin Walker – Jeździec bez głowy
- Andy i Larry Wachowski – Matrix
- Stephen Sommers – Mumia
- M. Night Shyamalan – Szósty zmysł

## 2000–2009
2000: David Hayter – X-Men

nominacje:
- Toby Emmerich – Częstotliwość
- Billy Bob Thornton, Tom Epperson – Dotyk przeznaczenia
- David Franzoni, John Logan, William Nicholson – Gladiator
- Wang Hui-ling(inne języki), James Schamus, Tsai Kuo Jung(inne języki) – Przyczajony tygrys, ukryty smok
- Karey Kirkpatrick – Uciekające kurczaki

2001: Steven Spielberg – A.I. Sztuczna inteligencja

nominacje:
- Stéphane Cabel, Christophe Gans – Braterstwo wilków
- Alejandro Amenábar – Inni
- Robert L. Baird, Daniel Gerson – Potwory i spółka
- Ted Elliott, Terry Rossio, Joe Stillman, Roger S.H. Schulman – Shrek
- Fran Walsh, Philippa Boyens, Peter Jackson – Władca Pierścieni: Drużyna Pierścienia

2002: Scott Frank, Jon Cohen – Raport mniejszości

nominacje:
- Hillary Seitz – Bezsenność
- Brent Hanley – Ręka Boga
- Hayao Miyazaki – Spirited Away: W krainie bogów
- Fran Walsh, Philippa Boyens, Stephen Sinclair, Peter Jackson – Władca Pierścieni: Dwie wieże
- Mark Romanek – Zdjęcie w godzinę

2003: Peter Jackson, Fran Walsh, Philippa Boyens – Władca Pierścieni: Powrót króla

nominacje:
- Alex Garland – 28 dni później
- Andrew Stanton, Bob Peterson, David Reynolds – Gdzie jest Nemo?
- Quentin Tarantino – Kill Bill Vol. 1
- Dan Harris, Michael Dougherty – X-Men 2
- Heather Hach, Leslie Dixon – Zakręcony piątek

2004: Alvin Sargent – Spider-Man 2

nominacje:
- Steve Kloves – Harry Potter i więzień Azkabanu
- Quentin Tarantino – Kill Bill Vol. 2
- Brad Bird – Iniemamocni
- Stuart Beattie – Zakładnik
- Charlie Kaufman – Zakochany bez pamięci

2005: Christopher Nolan, David S. Goyer – Batman: Początek

nominacje:
- George Lucas – Gwiezdne wojny: część III – Zemsta Sithów
- Steve Kloves – Harry Potter i Czara Ognia
- Peter Jackson, Fran Walsh, Philippa Boyens – King Kong
- Ann Peacock, Andrew Adamson, Christopher Markus, Stephen McFeely – Opowieści z Narnii: Lew, czarownica i stara szafa
- David Koepp – Wojna światów

2006: Michael Dougherty, Dan Harris – Superman: Powrót

nominacje:
- Neal Purvis, Robert Wade, Paul Haggis – Casino Royale
- Guillermo del Toro – Labirynt fauna
- Andrew Birkin, Bernd Eichinger, Tom Tykwer – Pachnidło
- Zach Helm – Przypadek Harolda Cricka
- Larry i Andy Wachowski – V jak Vendetta

2007: Brad Bird – Ratatuj

nominacje:
- Michael Gordon, Zack Snyder, Kurt Johnstad – 300
- Roger Avary, Neil Gaiman – Beowulf
- Michael Goldenberg – Harry Potter i Zakon Feniksa
- John Logan – Sweeney Todd: Demoniczny golibroda z Fleet Street
- Joel i Ethan Coenowie – To nie jest kraj dla starych ludzi

2008: Christopher Nolan, Jonathan Nolan – Mroczny Rycerz

nominacje:
- Eric Roth – Ciekawy przypadek Benjamina Buttona
- David Koepp, John Kamps – Ghost Town
- Mark Fergus, Hawk Ostby, Art Marcum, Matt Holloway – Iron Man
- J. Michael Straczynski – Oszukana
- John Ajvide Lindqvist – Pozwól mi wejść